# Pierre-aux-Fées (Villers-Saint-Sépulcre)
Das Galeriegrab, fälschlich oft auch als Dolmen bezeichnet, Pierre-aux-Fées (deutsch Feenstein) von Villers-Saint-Sépulcre ist eine neolithische Megalithanlage der Seine-Oise-Marne-Kultur (S-O-M) im Tal der Oise im Département Oise in der  Region und historischen Provinz Picardie im Norden Frankreichs. 

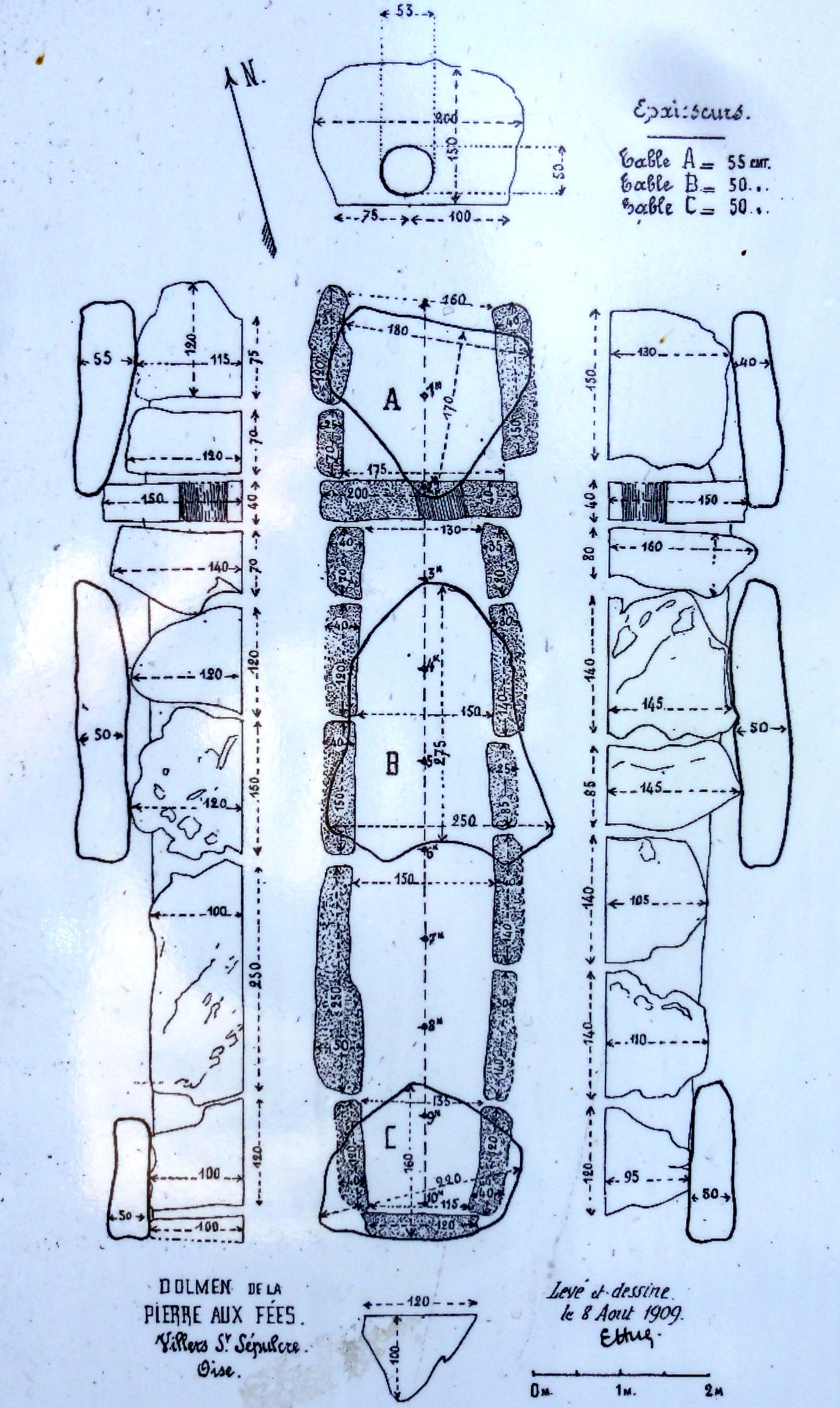
Schema der Galerie

13 Tragsteine aus Kalkstein bilden die etwa neun Meter lange und 2,2 Meter breite Galerie, die durch drei weitere Tragsteine einen antenartigen Vorraum erhält. Das Seelenloch in der Frontplatte (im Bild und der Skizze sichtbar) hat etwa 50 cm Durchmesser. Bei den im 18. und 19. Jahrhundert vorgenommenen Ausgrabungen wurden zahlreiche Skelette gefunden. 
Es gibt in Frankreich mehrere Megalithanlagen, die als „Feensteine“ bezeichnet werden, z. B. die Anlage Pierre-aux-Fées (Reignier) auch Pierre de la Fée oder der Menhir auf dem Champ-de-la-Pierre nahe der Ortschaft Janzé in der Bretagne.